# دادنجان (مقاطعة فيروزآباد)
دادنجان (بالفارسية: دادنجان) هي قرية تقع في قسم دادنجان الريفي في إيران. يقدر عدد سكانها بـ 277 نسمة بحسب إحصاء 2016.